# Janopole (powiat płoński)
Janopole – wieś sołecka w Polsce położona w województwie mazowieckim, w powiecie płońskim, w gminie Nowe Miasto .
W latach 1975–1998 miejscowość należała administracyjnie do województwa ciechanowskiego.